# Mnasra
Mnasra  (in arabo مناصرة‎?) è un centro abitato e comune rurale del Marocco situato nella provincia di Kénitra, regione di Rabat-Salé-Kénitra. Conta una popolazione di 34 429 abitanti (censimento 2014).